# Hodograf
Hodograf (grekiska) är ett begrepp som är till hjälp vid beskrivning av kroppars rörelse, t. ex. en planets eller komets rörelse kring solen, och används främst inom fysiken, astronomin och hydrodynamiken.

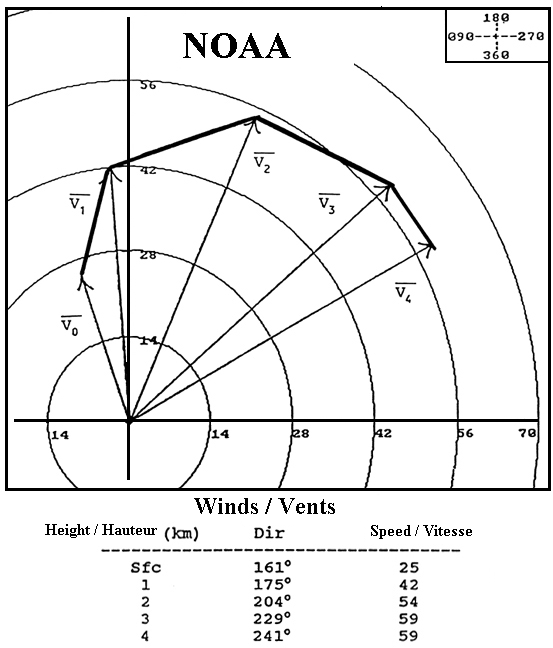
Hadografisk plottning från en radiosond av vind i övre atmosfären (Source:NOAA)

Om man successivt avsätter hastighetsvektorn för en kropp i rörelse från en fix punkt, beskriver vektorns spets en kurva, som William Rowan Hamilton i en rapport år 1846 kallat rörelsens hodograf. Den ger en åskådlig bild av ändringar av storleken och riktningen av kroppens hastighet.

## Meteorologi
Inom meteorologin kan hodografer användas för att plotta vindrörelser med hjälp av radiosonder uppsända i atmosfären. Vindriktningen indikeras då av vinkeln från grundaxeln och hastigheten av avståndet från centrum i diagrammet.
Med hjälp av hodografen och termodynamiska diagram kan meteorologer beräkna vindfördelning, turbulens och temperaturadvektion i ett atmosfärsskikt, information av stor betydelse för att beräkna utveckling av åskväder.

## Hodografisk transformation
Hodografer kan användas för att transformera en olinjär differentialekvation till en linjär version. Detta sker genom omväxling av de beroende och oberoende variablerna i ekvationen för att uppnå linejäritet.